# Anna Pavlovna Romanova
Anna Pavlovna dei Paesi Bassi, (Анна Павловна Романова) (San Pietroburgo, 18 gennaio 1795 – L'Aia, 1º marzo 1865), è stata granduchessa di Russia e regina dei Paesi Bassi come consorte di Guglielmo II dei Paesi Bassi.

## Famiglia d'origine

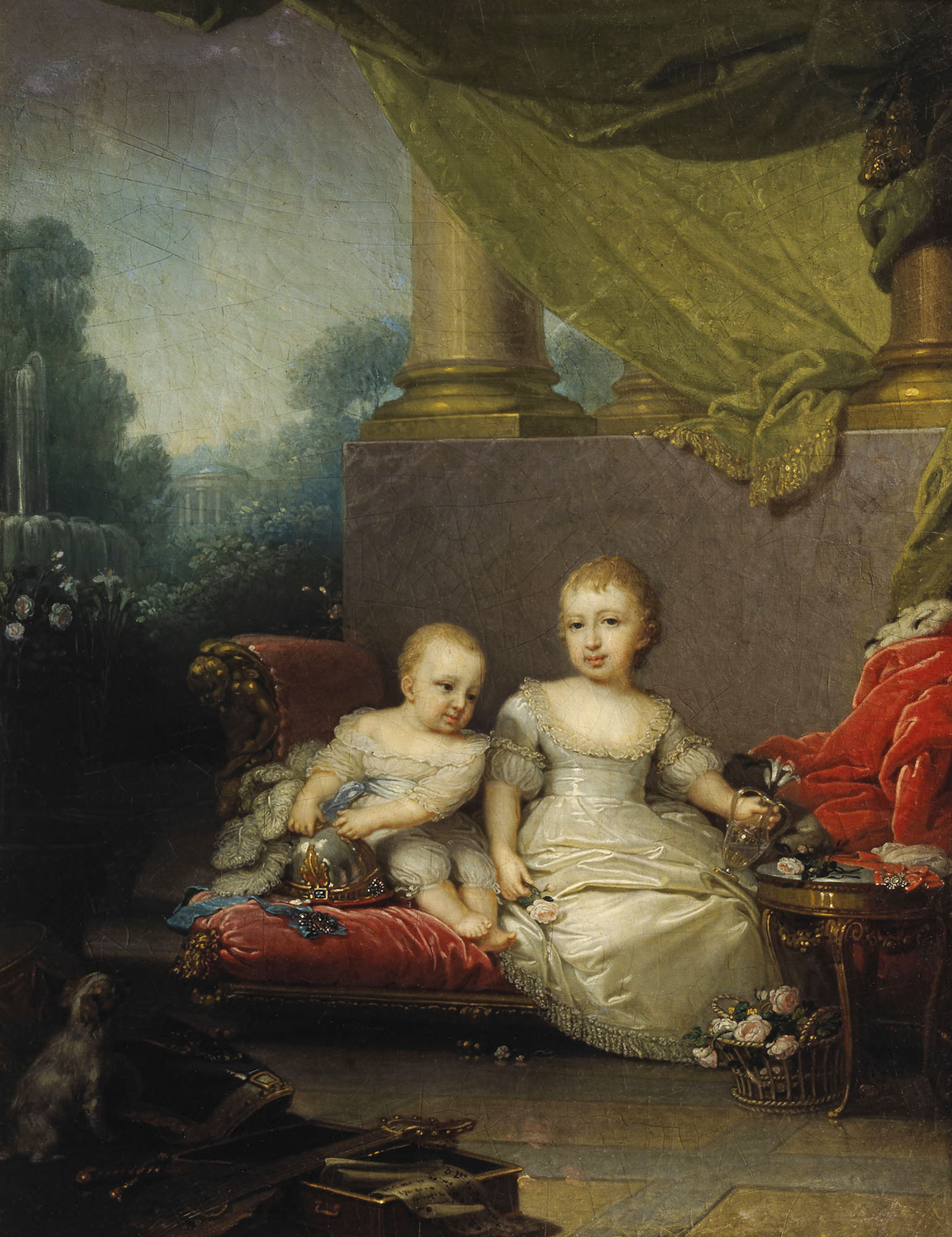
Anna assieme al futuro Nicola I di Russia

Anna Pavlovna era l'ottava figlia dello zar Paolo I di Russia (1754–1801) e della zarina Marija Fëdorovna nata Sofia Dorotea di Württemberg (1759–1828). Era nipote dell'imperatrice Caterina II la grande ed era sorella dei futuri zar Alessandro I di Russia e Nicola I di Russia.

## Matrimonio

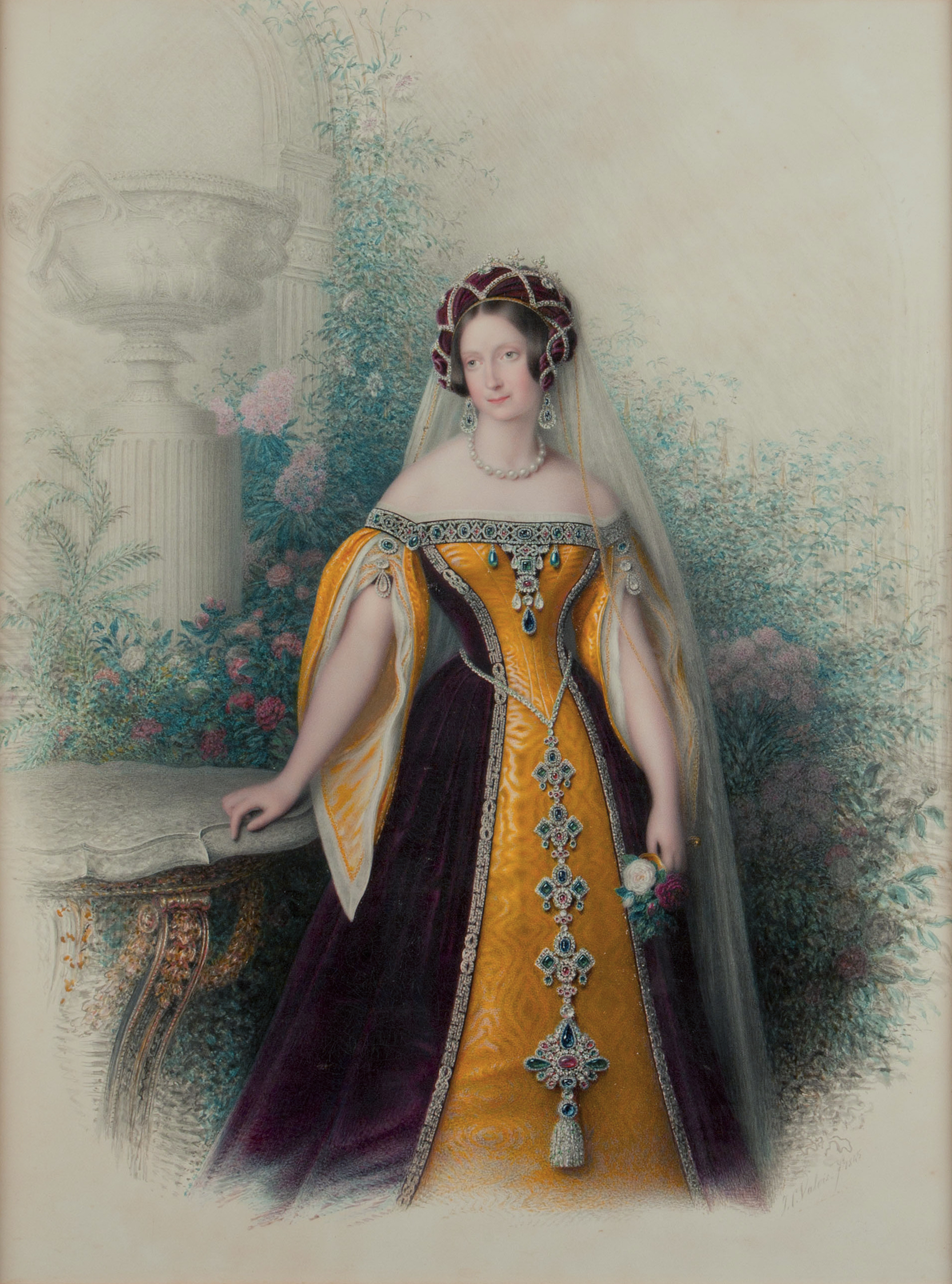
Anna Pavlovna nel 1845

In un momento di pace tra Russia e Francia, Napoleone Bonaparte, perduta la possibilità di sposare la sorella Ekaterina, la chiese in moglie, ma la madre, l'imperatrice Marija Fëdorovna, si oppose fermamente a tale proposta.
Il 21 febbraio del 1816, nella cappella del palazzo d'Inverno a San Pietroburgo, Anna Pavlovna sposò il principe ereditario dei Paesi Bassi Guglielmo (1792-1849), figlio del re Guglielmo I dei Paesi Bassi (1772-1843) e della regina Guglielmina (1774-1837), nata principessa di Prussia.
Essendo stato stabilito che nessun membro della famiglia Romanov sarebbe stato costretto a sposarsi contro la propria volontà, Guglielmo venne invitato in Russia prima del matrimonio in modo che Anna potesse conoscerlo e desse il consenso a sposarlo, cosa che fece. Dopo il matrimonio mantenne la propria religione. La coppia rimase in Russia ancora un anno.
Fin dall'inizio, Anna si considerò di rango superiore a Guglielmo. L'adulterio del coniuge creò conflitti tra di loro. Vissero separati fino al 1843. Anna, tuttavia, funse da mediatrice tra il marito e il suocero, cercando di stemperare la tensione tra di loro durante i conflitti politici.
Come persona, è stata descritta come intelligente, sensibile, fedele alla famiglia e con un temperamento violento.
Il 7 ottobre del 1840 a seguito dell'abdicazione di Guglielmo I, il figlio salì sul trono dei Paesi Bassi e Anna divenne regina consorte.
Come regina, Anna è stata descritta dignitosa, arrogante e distante nei confronti del popolo. Ella imparò effettivamente a parlare meglio del marito l'olandese, ma non divenne mai popolare come regina.
Divenuta vedova, abbandonò il palazzo reale, ritirandosi dalla vita di corte e vivendo una vita discreta. Non andava d'accordo con la nuora e intendeva tornare in Russia dopo un litigio con il figlio, il re Guglielmo III, nel 1855, ma alla fine accantonò il progetto.

## Discendenza
Ebbero cinque figli:

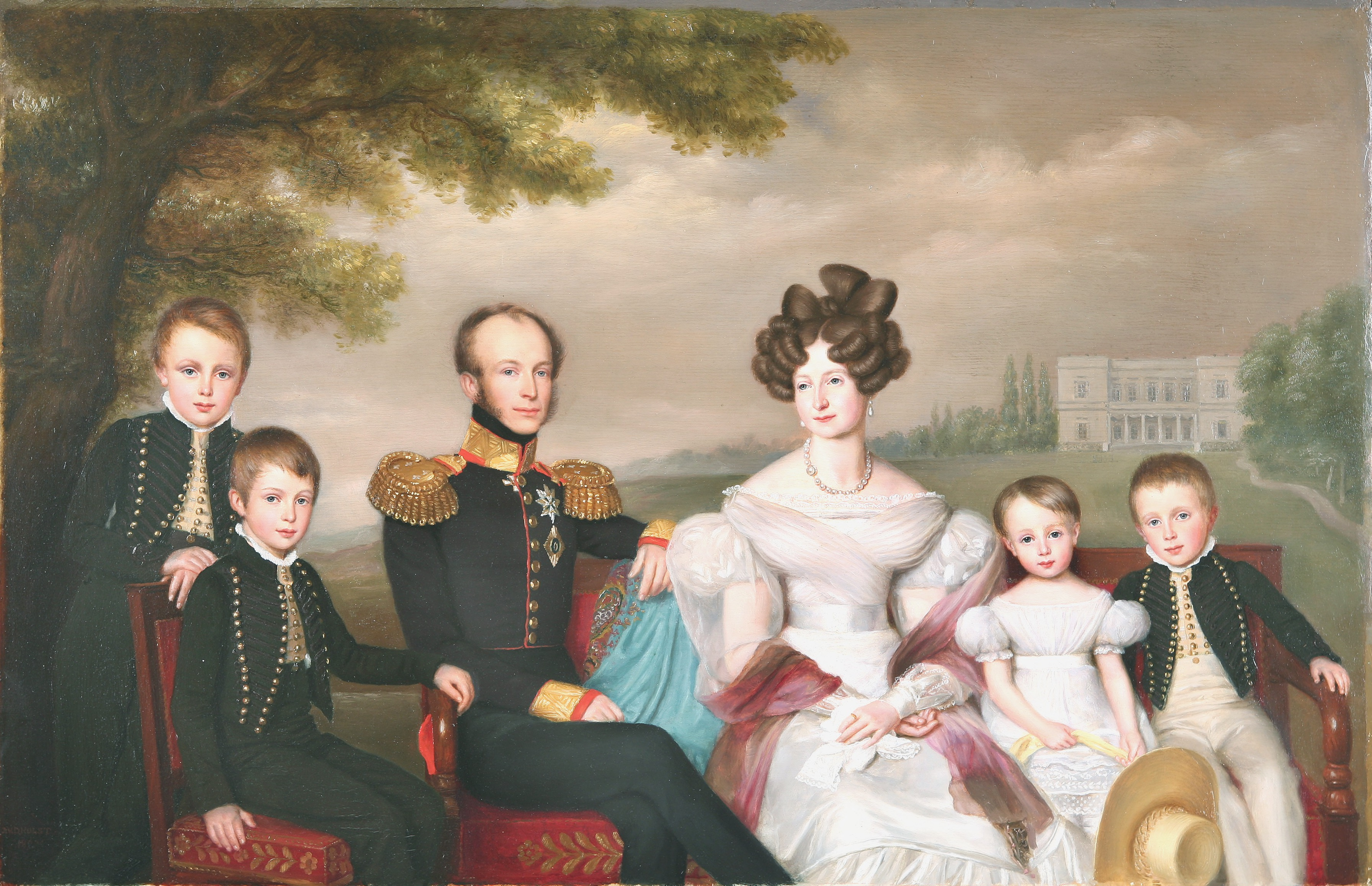
Anna, Guglielmo II dei Paesi Bassi e famiglia

- Guglielmo III (1817-1890), re dei Paesi Bassi dal 1849 al 1890, sposò, nel 1839 Sofia Federica di Württemberg (1818-1877) e, nel 1879, Emma di Waldeck e Pyrmont (1858-1934);
- Alessandro "'Sascha'" dei Paesi Bassi (1818-1848);
- Enrico dei Paesi Bassi (1820-1879), governatore del Lussemburgo dal 1850 fino alla morte, sposò nel 1853 Amalia di Sassonia-Weimar-Eisenach (1830–1872) e, nel 1878, Maria di Prussia (1855-1888); non ebbe figli da nessuno dei due matrimoni;
- Ernesto (1822);
- Sofia dei Paesi Bassi (1824-1897), sposò Carlo Alessandro di Sassonia-Weimar-Eisenach, granduca di Sassonia-Weimar-Eisenach.

## Riconoscimenti
La località olandese Anna Paulowna, nella provincia dell'Olanda Settentrionale, è stata chiamata così in suo onore.
Il genere botanico Paulownia, che comprende alberi ornamentali con portamento maestoso e fioriture molto belle è stato intitolato a lei.
Anna ispirò anche uno dei personaggi del romanzo Guerra e pace di Lev Tolstoj.

## Ascendenza

Monogramma reale della Regina Anna Pavlovna dei Paesi Bassi

|                                         |                                   |                                           | Genitori                                 |  |  | Nonni |  |  | Bisnonni                           |  |  | Trisnonni                       |  |
|                                         |                                   |                                           |                                          |  |  |       |  |  | Carlo Federico di Holstein-Gottorp |  |  | Federico IV di Holstein-Gottorp |  |
|                                         |                                   |                                           |                                          |  |  |       |  |  | Carlo Federico di Holstein-Gottorp |  |  | Federico IV di Holstein-Gottorp |  |
|                                         |                                   | Edvige Sofia di Svezia                    |                                          |  |  |       |  |  | Carlo Federico di Holstein-Gottorp |  |  |                                 |  |
| Pietro III di Russia                    |                                   |                                           |                                          |  |  |       |  |  | Carlo Federico di Holstein-Gottorp |  |  |                                 |  |
|                                         |                                   | Anna Petrovna Romanova                    | Pietro I di Russia                       |  |  |       |  |  |                                    |  |  |                                 |  |
|                                         |                                   | Anna Petrovna Romanova                    | Pietro I di Russia                       |  |  |       |  |  |                                    |  |  |                                 |  |
|                                         |                                   | Anna Petrovna Romanova                    | Caterina I di Russia                     |  |  |       |  |  |                                    |  |  |                                 |  |
| Paolo I di Russia                       |                                   | Anna Petrovna Romanova                    |                                          |  |  |       |  |  |                                    |  |  |                                 |  |
|                                         |                                   | Cristiano Augusto di Anhalt-Zerbst        | Giovanni Luigi I di Anhalt-Zerbst        |  |  |       |  |  |                                    |  |  |                                 |  |
|                                         |                                   | Cristiano Augusto di Anhalt-Zerbst        | Giovanni Luigi I di Anhalt-Zerbst        |  |  |       |  |  |                                    |  |  |                                 |  |
|                                         |                                   | Cristiano Augusto di Anhalt-Zerbst        | Cristina di Zeutsch                      |  |  |       |  |  |                                    |  |  |                                 |  |
| Caterina II di Russia                   |                                   | Cristiano Augusto di Anhalt-Zerbst        |                                          |  |  |       |  |  |                                    |  |  |                                 |  |
|                                         |                                   | Giovanna di Holstein-Gottorp              | Cristiano Augusto di Holstein-Gottorp    |  |  |       |  |  |                                    |  |  |                                 |  |
|                                         |                                   | Giovanna di Holstein-Gottorp              | Cristiano Augusto di Holstein-Gottorp    |  |  |       |  |  |                                    |  |  |                                 |  |
|                                         |                                   | Giovanna di Holstein-Gottorp              | Albertina Federica di Baden-Durlach      |  |  |       |  |  |                                    |  |  |                                 |  |
| Anna Pavlovna dei Paesi Bassi           |                                   | Giovanna di Holstein-Gottorp              |                                          |  |  |       |  |  |                                    |  |  |                                 |  |
|                                         | Carlo I Alessandro di Württemberg | Federico Carlo di Württemberg-Winnental   |                                          |  |  |       |  |  |                                    |  |  |                                 |  |
|                                         | Carlo I Alessandro di Württemberg | Federico Carlo di Württemberg-Winnental   |                                          |  |  |       |  |  |                                    |  |  |                                 |  |
|                                         | Carlo I Alessandro di Württemberg | Eleonora Giuliana di Brandeburgo-Ansbach  |                                          |  |  |       |  |  |                                    |  |  |                                 |  |
| Federico II Eugenio di Württemberg      | Carlo I Alessandro di Württemberg |                                           |                                          |  |  |       |  |  |                                    |  |  |                                 |  |
|                                         |                                   | Maria Augusta di Thurn und Taxis          | Anselmo Francesco di Thurn und Taxis     |  |  |       |  |  |                                    |  |  |                                 |  |
|                                         |                                   | Maria Augusta di Thurn und Taxis          | Anselmo Francesco di Thurn und Taxis     |  |  |       |  |  |                                    |  |  |                                 |  |
|                                         |                                   | Maria Augusta di Thurn und Taxis          | Maria Ludovica Anna di Lobkowicz         |  |  |       |  |  |                                    |  |  |                                 |  |
| Sofia Dorotea di Württemberg            |                                   | Maria Augusta di Thurn und Taxis          |                                          |  |  |       |  |  |                                    |  |  |                                 |  |
|                                         |                                   | Federico Guglielmo di Brandeburgo-Schwedt | Filippo Guglielmo di Brandeburgo-Schwedt |  |  |       |  |  |                                    |  |  |                                 |  |
|                                         |                                   | Federico Guglielmo di Brandeburgo-Schwedt | Filippo Guglielmo di Brandeburgo-Schwedt |  |  |       |  |  |                                    |  |  |                                 |  |
|                                         |                                   | Federico Guglielmo di Brandeburgo-Schwedt | Giovanna Carlotta di Anhalt-Dessau       |  |  |       |  |  |                                    |  |  |                                 |  |
| Federica Dorotea di Brandeburgo-Schwedt |                                   | Federico Guglielmo di Brandeburgo-Schwedt |                                          |  |  |       |  |  |                                    |  |  |                                 |  |
|                                         |                                   | Sofia Dorotea di Prussia                  | Federico Guglielmo I di Prussia          |  |  |       |  |  |                                    |  |  |                                 |  |
|                                         |                                   | Sofia Dorotea di Prussia                  | Federico Guglielmo I di Prussia          |  |  |       |  |  |                                    |  |  |                                 |  |
|                                         |                                   | Sofia Dorotea di Prussia                  | Sofia Dorotea di Hannover                |  |  |       |  |  |                                    |  |  |                                 |  |
|                                         |                                   | Sofia Dorotea di Prussia                  |                                          |  |  |       |  |  |                                    |  |  |                                 |  |